# Suzuki Harunobu
Suzuki Harunobu (japanisch 鈴木 春信; * um 1725; † 7. Juli 1770), aktiv von 1760 bis zu seinem Tode, ist ein Großmeister der mittleren Ukiyo-e-Periode. Viele seiner circa 1000 Drucke zeigen sanfte Mädchen mit leicht geneigten Köpfen und sind damit unverwechselbar. Harunobu war an der Entwicklung der Mehrfarbendrucke, der Nishike-e, beteiligt.
Harunobu soll sich an Werken des chinesischen Malers der Ming-Zeit Qiu Ying (chinesisch 仇英, Pinyin Qíu Yīng, japanisch Kyū Ei) orientiert haben. Er hatte keine Schüler, aber Nachahmer, wie Shiba Kōkan, der als Suzuki Harushige signierte, bis er sich dann einem anderen Stil zuwandte.

## Werk
Suzukis früheste Werke, datierbar auf die frühen 1760er Jahre, zeigen vor allem Kabuki-Schauspieler. Die Drucke sind zwei- oder dreifarbig im kleinen schmalen „Hosoban-Format“. 1765 und 1776 war er der gefragteste Hersteller von bildnerischen Kalenderdarstellungen, den E-goyomi (絵暦). Diese wurden häufig für Kunstkenner gedruckt, deren Name oft zusammen mit Suzuki oder auch alleine auf dem Druck auftauchen. Die besten dieser Kalender-Blätter oder anderer Drucke, die in Auftrag gegeben wurden, sind im Vollfarbendruck und im großen „Chūban“-Format gehalten. Sie führten direkt zur kommerziellen Produktion der „Nishiki-e“ (錦絵), der „Brokatbilder“.
Harunobus illustrierte Bücher sind – mit zwei Ausnahmen – in Schwarzweiß gehalten. Fast alle wurden in Edo von Yamazaki Kimbei (山崎 金兵衛) gedruckt.
Suzuki ist bekannt für seine vielen Drucke mit versteckten Anspielungen. Dazu zählen die
E-goyomi: Bedingt durch den Mondkalender gab es Monate mit 29 Tagen und mit 30 Tagen. Harunobu stellte am Jahresende Drucke her, in denen die langen und kurzen Monate für das nächste Jahr zu finden waren, allerdings nicht auf den ersten Blick. Heute kann man aus der Verteilung der langen und kurzen Monate das Jahr finden, für das das Blatt gedacht war.
In dem abgebildeten E-goyomi sind die langen und kurzen Monate in den Muschel-Verzierungen des Gewandes versteckt. Das Blatt wurde für das Jahr Meiwa 2. d. i. 1764, geschaffen.
Mitate-e (見立絵): Mitate wird meist mit Parodie oder Travestie übersetzt. Gemeint ist die Darstellung einer bekannten Szene durch ein Bild, aus dem diese erraten werden kann.
Das abgebildete Mitate-e gehört zur Serie Zashiki hakkei und stellt die heimkehrenden Segel (z. B. aus den Acht Ansichten vom Biwa-See) mit Hilfe der zum Trocknen aufgehängten tenugui (Tücher) dar.

## Bilder

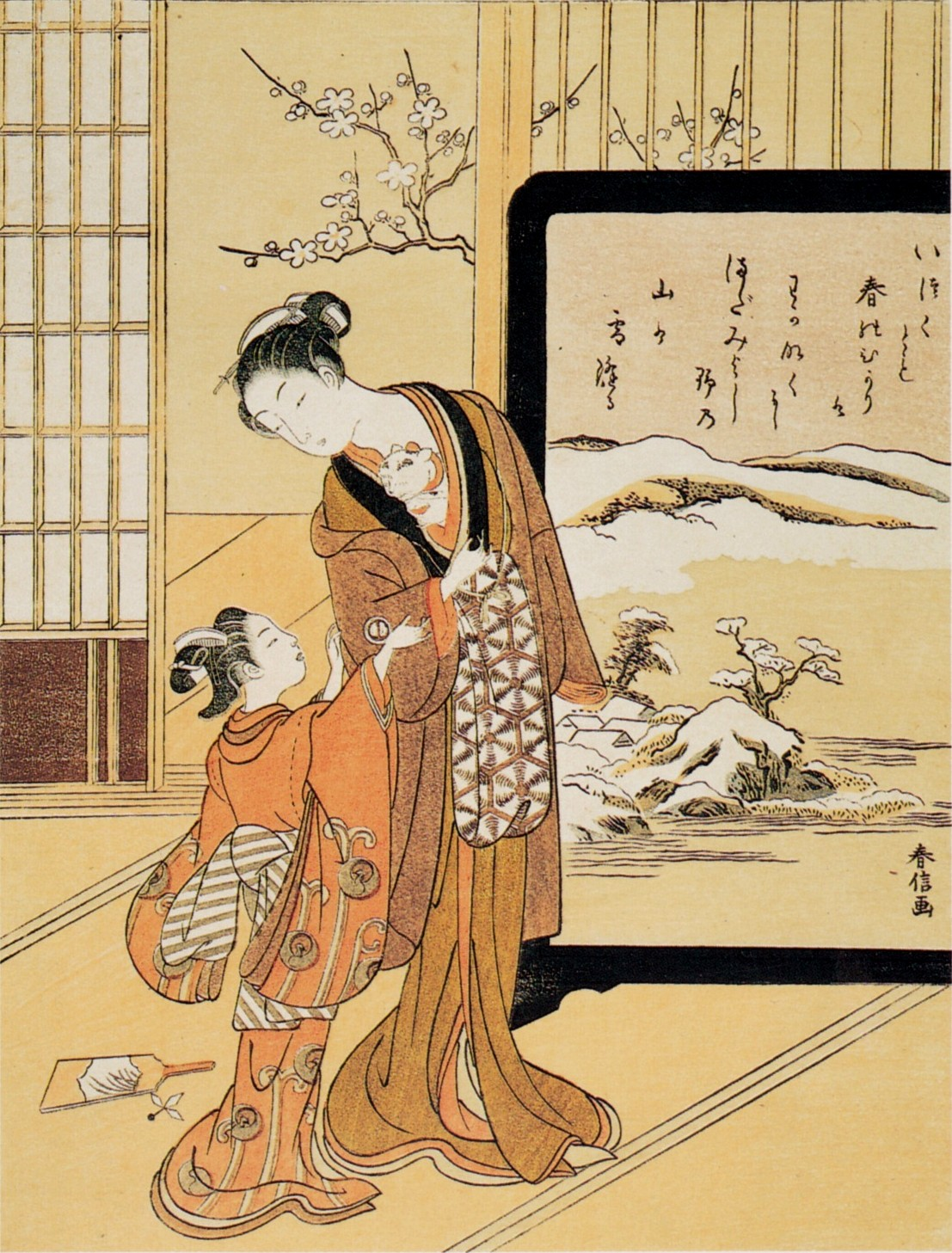
Typischer Harunobu
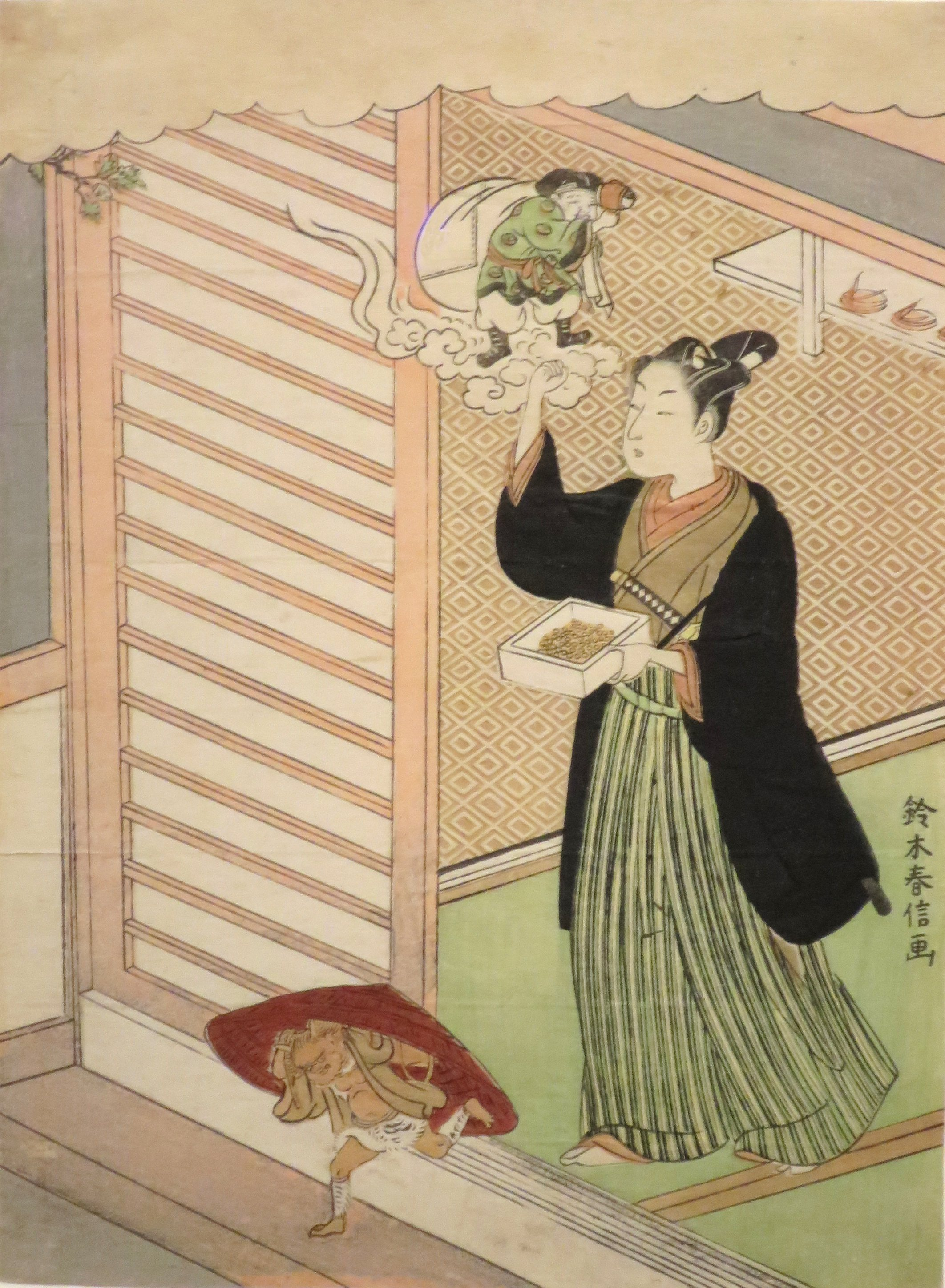
Dämonen verjagen
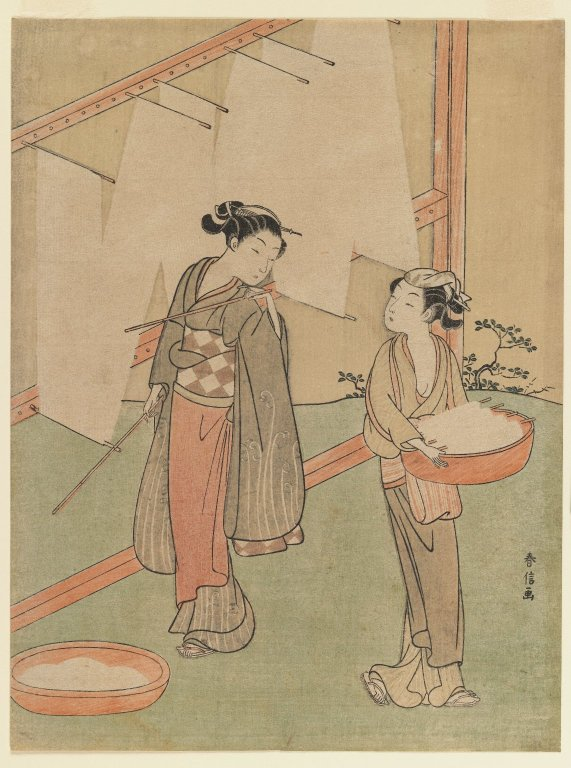
Frau mit Dienerin beim Trocknen von Nudeln
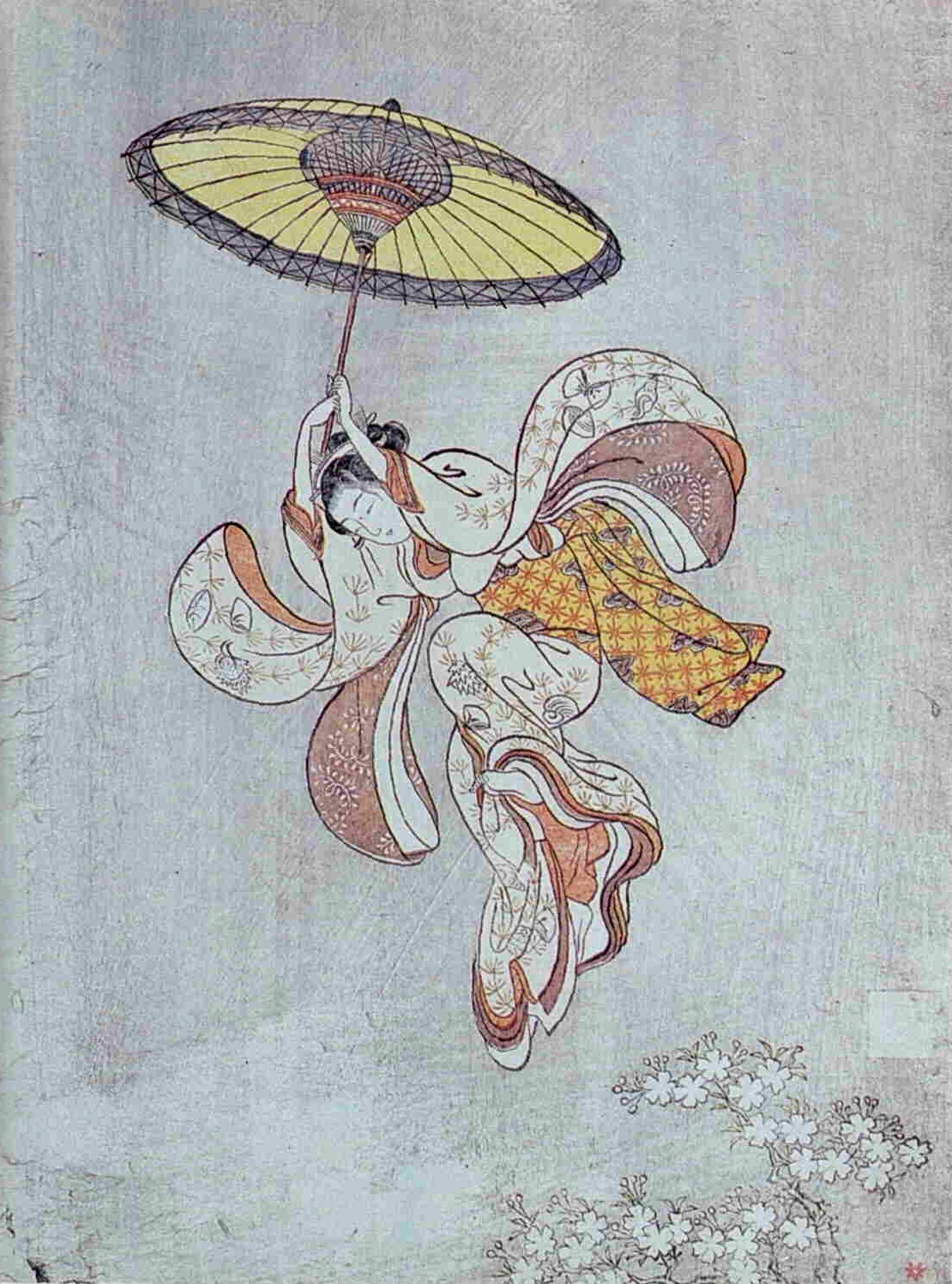
E-goyomi[A 2]
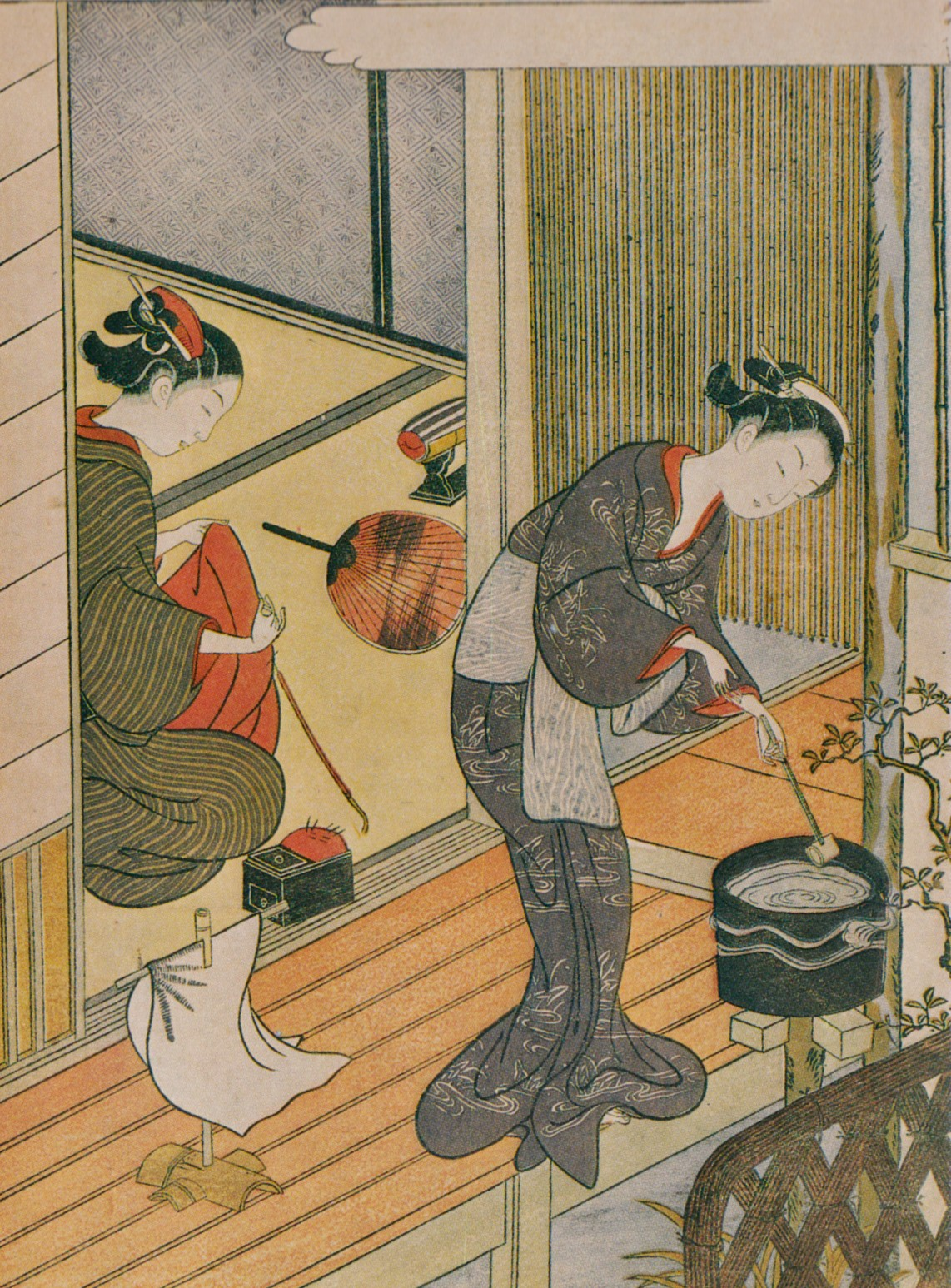
Mitate-e: Heimkehrende Segel
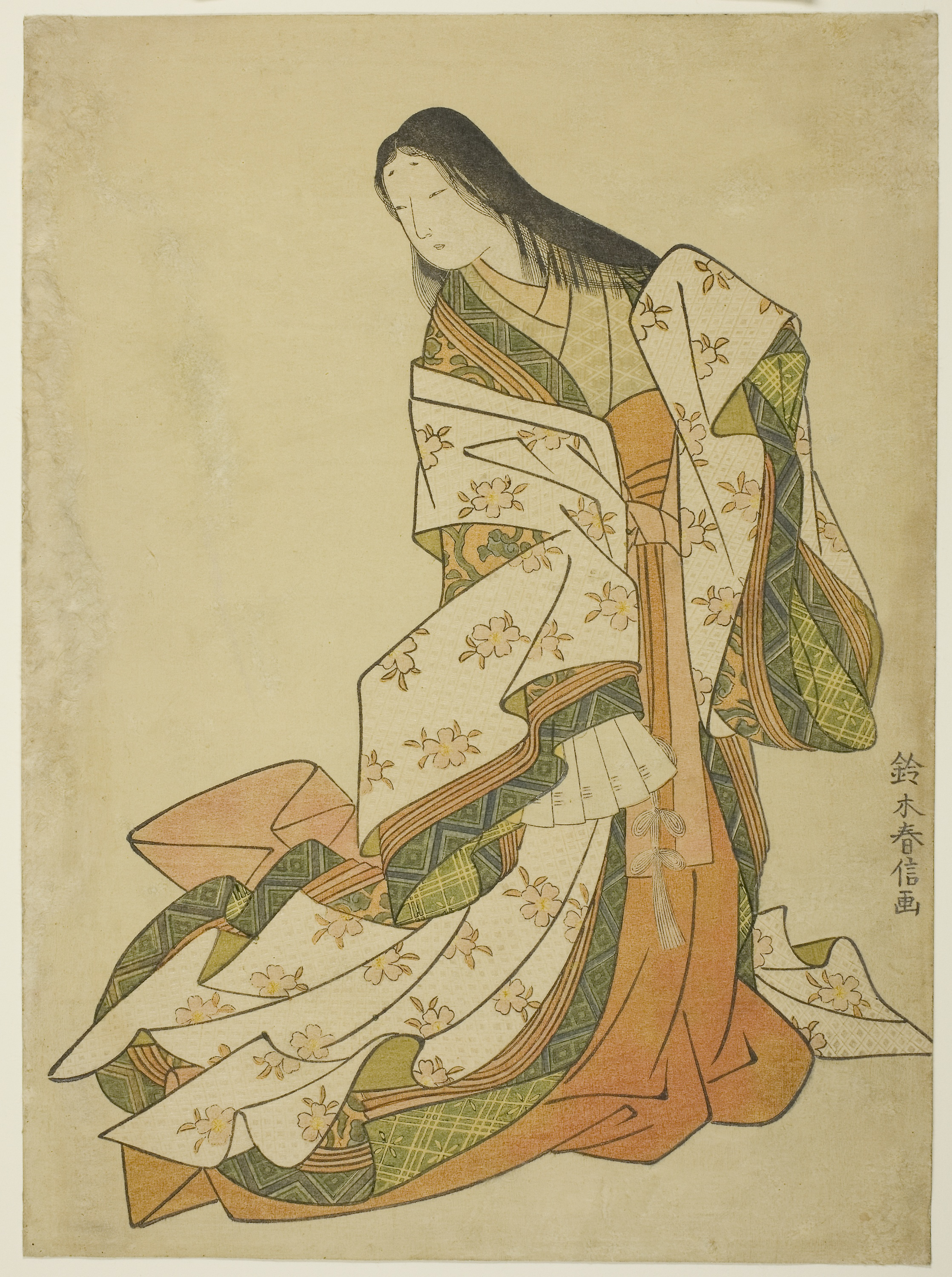
Ono no Komachi